# Airbourne
Airbourne — австралійський рок-гурт з Варнамбули, штат Вікторія. Сформований у 2003 році братами Джоелом і Раяном О'Кіф. Музика гурту — високоенергійний паб-рок, характерний для багатьох груп з Австралії (Rose Tattoo, AC/DC і т. д.)

## Історія
У 9 років Джоел О 'Кіф захопився рок-н-ролом, в 11 він взяв в руки гітару і почав підбирати гітарні риффи своїх кумирів: Rose Tattoo, AC / DC, The Angels, Billy Thorpe and The Aztecs і Cold Chisel. Свої музичні вподобання Джоел розділив з братом Раяном. Коли йому виповнилося 15, у Раяна, якому в той час було 11, з'явилася власна ударна установка. З тих пір кожні вихідні брати проводили гучні репетиції, змушуючи сусідів частенько викликати поліцію.
Минув час, перш ніж хлопці знайшли в окрузі музикантів зі схожими уподобаннями. Під час роботи в готелі Варнамбула, Джоел знайшов гітариста Девіда Роудса, який незабаром приєднався до братів О'Кіф. Повертаючись одного разу ввечері з вечірки п'яний Раян наткнувся на басиста Джастіна Стріта, який, як з'ясувалося, шукав підходящу групу. Нарешті, в 2003 році, колектив був остаточно сформований.

### Ready To Rock (2003—2006)
В 2004 році виходить виданий за власні кошти міні-альбом (EP) групи «Ready To Rock», у записі якого, правда, на басу зіграв Адам Джекобсон. На початку 2005 року Airbourne переїжджає в Мельбурн. У цьому ж році група підписує контракт на 5 альбомів з Capitol records, після чого бере участь у численних фестивалях, зокрема виступає на розігріві в Mötley Crüe та The Rolling Stones.

### Runnin 'Wild (2006—2008)
У 2006 році група переїздить в США, щоб почати роботу над першим студійним альбомом «Runnin 'Wild» разом з легендарним продюсером Бобом Марлетом. 19 лютого 2007 року Capitol Records розриває контракт з групою, проте реліз відбувся в Австралії через EMI 23 червня того ж року (випущено три сингл а: "Running Wild", "Too Much, Too Young, Too Fast" і "Diamond in The Rough"). У липні Airbourne підписує контракт з Roadrunner records. 4 вересня виходить концертний альбом «Live at the Playroom».

### No Guts, No Glory (з 2009 по сьогодення)
В інтерв'ю ритм-гітарист Airbourne Девід Роудс підтвердив, що група почне роботу над новим матеріалом в кінці січня 2009 року. У 17-му випуску журналу Kerrang! Джоел О'Кіф розповів, що група почала записуватися в «Criterion Hotel» — тому самому пабі, в якому група давала свої перші виступи. «Ми підключаємо все наше обладнання і налаштовуємося на справжній австралійський паб-рок, записаний у цьому австралійському пабі» — зазначає Джоел.
Нова пісня «Born to kill» була вперше виконана на виступі в Logan Campbell Centre (Окленд, Нова Зеландія) 7 жовтня 2009
27 жовтня було зроблено заяву про те, що новий альбом буде називатися «No Guts, No Glory». Офіційний реліз був запланований на 5-е березня (Велика Британія, Європа, Канада, Японія, Австралія і Нова Зеландія) і 20 квітня 2010 (США).
19 січня 2010 нова пісня «No Way But The Hard Way» прозвучала в ефірі BBC Radio Rock 1 show.

## Факти
- Гітаристи групи використовують гітари Gibson Explorer, Gibson SG та комбопідсилювачі Marshall. Басист Джастін Стріт грає на Fender Precision Bass.

## Дискографія

### Студійні альбоми
- Runnin 'Wild( 2007)
- No Guts. No Glory.( 2010)
- Black Dog Barking (2013)
- Breakin' Outta Hell (2016)
- Boneshaker (2019)

### Концертні альбоми
- Live At The Playroom(EP) ( 2007)

### EP
- Ready To Rock( 2004)
- Live at the Playroom(EMI, 2007)

### Саундтреки
- Burnout Paradise- «Too Much, Too Young, Too Fast»
- Guitar Hero World Tour- «Too Much, Too Young, Too Fast»
- Madden NFL 08- «Runnin 'Wild»
- Madden NFL 09- «Stand Up for Rock 'N Roll»
- NASCAR 08- «Stand Up For Rock 'N Roll»
- NASCAR 09- «Runnin 'Wild» і Too Much, Too Young, Too Fast "
- Need for Speed: ProStreet- «Blackjack»
- Need for Speed: Undercover- «Girls in Black»
- NFL Tour- «Blackjack»
- NHL 08- «Stand Up for Rock 'N Roll»
- NHL 09- «Runnin 'Wild»
- Rock Band / Rock Band 2- «Runnin 'Wild»
- Skate- «Let's Ride»
- Tony Hawk's Proving Ground- «Girls in Black»
- Medal of Honor: Airborne- «Stand Up For Rock 'N Roll»
- WWE Smackdown vs Raw 2009- «Turn Up The Trouble»